# Carl Caspar Eder
 (janvier 2011).
Si vous disposez d'ouvrages ou d'articles de référence ou si vous connaissez des sites web de qualité traitant du thème abordé ici, merci de compléter l'article en donnant les références utiles à sa vérifiabilité et en les liant à la section « Notes et références ».
Pour les articles homonymes, voir Eder.

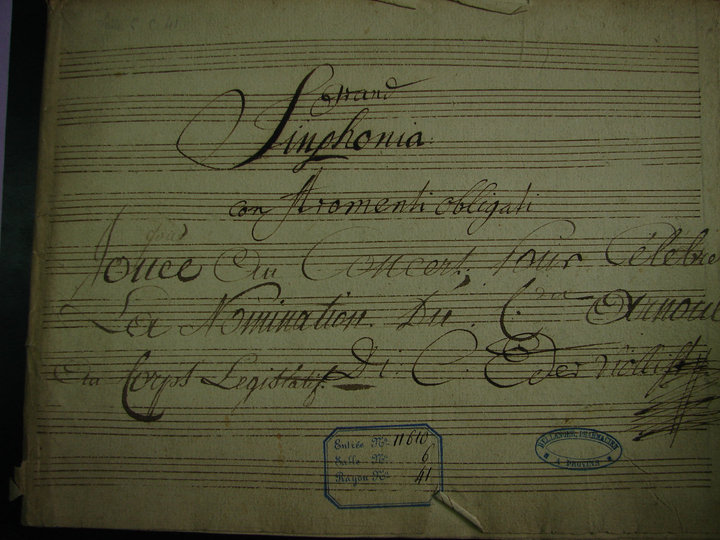
Partition

Carl Caspar Eder (ou Karl Kaspar) est un violoncelliste allemand né en Bavière en 1751 et mort après 1802.

## Biographie
Violoncelliste virtuose, il fut l'élève de Kübler[Qui ?] et Lang[Qui ?].
Il fut premier violoncelle de l'orchestre de l'électeur de Trèves.
Ses nombreuses tournées de concerts à travers le Saint-Empire furent très courues.

## Ses œuvres
- 2 symphonies pour grand orchestre
- 2 quintettes
- 14 concertos pour violoncelle
- 20 solos pour violoncelle
- 3 duos pour violoncelle
- 2 trios pour violoncelle